# Богатыровка (Северо-Казахстанская область)
Богатыровка (каз. Богатыровка) — село в Тайыншинском районе Северо-Казахстанской области Казахстана. Входит в состав Келлеровского сельского округа. Находится примерно в 25 км к западу от города Тайынша, административного центра района, на высоте 172 метров над уровнем моря. Код КАТО — 596055200.
Вблизи села проходит автомагистраль А1 "Астана — Петропавловск".

## Население
В 1999 году численность населения села составляла 220 человек (103 мужчины и 117 женщин). По данным переписи 2009 года, в селе проживало 129 человек (66 мужчин и 63 женщины).